# Panton Bayu
Panton Bayu is een bestuurslaag in het regentschap Nagan Raya van de provincie Atjeh, Indonesië. Panton Bayu telt 951 inwoners (volkstelling 2010).